# Michael Basse (Theologe)
Michael Basse (* 21. Juli 1961 in Lünen) ist ein evangelischer Kirchenhistoriker.
Er studierte evangelische Theologie und Geschichtswissenschaft an der Kirchlichen Hochschule Bethel, der Universität Bielefeld und der Universität Bonn (1981–1987). Nach dem ersten Staatsexamen (1987) war er wissenschaftliche Hilfskraft am Ökumenischen Institut der Universität Bonn (1987–1988). Nach dem Referendariat für das Lehramt Sek. II/I (1988–1990) und dem zweiten Staatsexamen (1990) war er Stipendiat der Graduiertenförderung des Landes Nordrhein-Westfalen (1990–1991). Von 1991 bis 2005 arbeitete er als Gymnasiallehrer in Bonn. Nach der Promotion zum Dr. theol. an der Universität Bonn (1993) und der Habilitation im Fach Kirchengeschichte an der Universität Bonn (1998) wurde er 1999 zum Privatdozenten und 2005 zum außerplanmäßigen Professor ernannt.
Im Jahr 2000 hatte er einen Lehrauftrag an der Universität zu Köln. Im Fach Kirchengeschichte an der Universität Bonn vertrat er einen Lehrstuhl (2005–2006). Der seit 1990 verheiratete Vater zweier Kinder wurde 2006 zum Universitätsprofessor für Evangelische Theologie mit dem Schwerpunkt Kirchen- und Theologiegeschichte an der Universität Dortmund ernannt, wo er Prodekan für Studium und Lehre (2012–2014) und Dekan der Fakultät Humanwissenschaften und Theologie (2014–2016) war.
Seine Arbeitsschwerpunkte sind Spätmittelalter und Reformation, 19. und 20. Jahrhundert und Kirchengeschichtsdidaktik.

## Schriften
Monographien
- Certitudo spei. Thomas von Aquins Begründung der Hoffnungsgewißheit und ihre Rezeption bis zum Konzil von Trient als ein Beitrag zur Verhältnisbestimmung von Eschatologie und Rechtfertigungslehre (= Forschungen zur systematischen und ökumenischen Theologie, Band 69). Vandenhoeck & Ruprecht, Göttingen 1993, ISBN 3-525-56276-4 (= Dissertation Universität Bonn).

- Die dogmengeschichtlichen Konzeptionen Adolf von Harnacks und Reinhold Seebergs (= Forschungen zur Kirchen- und Dogmengeschichte, Band 82). Vandenhoeck & Ruprecht, Göttingen 2001, ISBN 3-525-55190-8 (= Habilitationsschrift Universität Bonn).
- Von den Reformkonzilien bis zum Vorabend der Reformation (= Kirchengeschichte in Einzeldarstellungen. Band 2). Evangelische Verlags-Anstalt, Leipzig 2008, ISBN 978-3-374-02494-0.
- Entmachtung und Selbstzerstörung des Papsttums (1302-1414) (= Kirchengeschichte in Einzeldarstellungen, Band 2,1). Evangelische Verlags-Anstalt, Leipzig 2011, ISBN 978-3-374-02493-3.
- Dietrich Bonhoeffer und Hans Joachim Iwand – kritische Theologen im Dienst der Kirche (= Forschungen zur systematischen und ökumenischen Theologie. Band 157). Vandenhoeck & Ruprecht, Göttingen 2017, ISBN 978-3-525-56452-3.

Herausgeberschaften
- Calvin und seine Wirkungsgeschichte (= Dortmunder Beiträge zur Theologie und Religionspädagogik, Band 8). LIT, Berlin/Münster 2011, ISBN 978-3-643-10853-1.

- mit Christian Neddens: Anstoss des Kreuzes. Kreuzestheologische Aufbrüche im 20. und 21. Jahrhundert (= Lutherische Theologie im Gespräch. Band 3). Evangelische Verlagsanstalt, Leipzig 2021, ISBN 3-374-06893-6.
- mit Marcel Nieden: Cajetan und Luther. Rekonstruktion einer Begegnung (= Spätmittelalter, Humanismus, Reformation, Band 124). Mohr Siebeck, Tübingen 2021, ISBN 978-3-16-160826-1.

Festschrift
- Görge K. Hasselhoff (Hrsg.): Tertius usus legis. Theologische Dimensionen von Gesetz. Festschrift für Michael Basse. Königshausen & Neumann, Würzburg 2021, ISBN 978-3-8260-7451-6.